# Hrabstwo Sinoe
Hrabstwo Sinoe – hrabstwo w południowej części Liberii ze stolicą w Greenville. 
Według spisu ludności z 2022 roku liczy sobie 151 149 mieszkańców.

## Dystrykty
Hrabstwo dzieli się na dwadzieścia dystryktów:
- Dystrykt Bar-Nakay
- Dystrykt Bodae
- Dystrykt Bokon
- Dystrykt Butaw
- Dystrykt Greenville
- Dystrykt Jaedae
- Dystrykt Jaedepo
- Dystrykt JIah
- Dystrykt Juarzon
- Dystrykt Kpayan
- Dystrykt Krah
- Dystrykt Kulu
- Dystrykt Plahn
- Dystrykt Pynes Town
- Dystrykt Sanquin Number One
- Dystrykt Sanquin Number Two
- Dystrykt Sanquin Number Three
- Dystrykt Sarboh
- Dystrykt Seekon
- Dystrykt Wedjah